# Licenciado Gustavo Díaz Ordaz International Airport
Licenciado Gustavo Díaz Ordaz International Airport är en flygplats i Mexiko.   Den ligger i kommunen Puerto Vallarta och delstaten Jalisco, i den centrala delen av landet, 700 km väster om huvudstaden Mexico City. Licenciado Gustavo Díaz Ordaz International Airport ligger 7 meter över havet.
Terrängen runt Licenciado Gustavo Díaz Ordaz International Airport är platt åt nordväst, men åt sydost är den kuperad. Havet är nära Licenciado Gustavo Díaz Ordaz International Airport åt sydväst. Runt Licenciado Gustavo Díaz Ordaz International Airport är det tätbefolkat, med 319 invånare per kvadratkilometer. Närmaste större samhälle är Puerto Vallarta, 7,4 km söder om Licenciado Gustavo Díaz Ordaz International Airport. 